# Jack Daniel's
Pour les articles homonymes, voir Jack Daniels (homonymie) et Daniels.
Jack Daniel's est une distillerie américaine de Tennessee whiskey fondée par Jack Daniel en 1866, à Lynchburg, dans le Tennessee. La compagnie est la propriété du groupe Brown-Forman Corporation depuis 1957. Les bouteilles sont reconnaissables à leur forme carrée et à leur étiquette noire. 

## Histoire

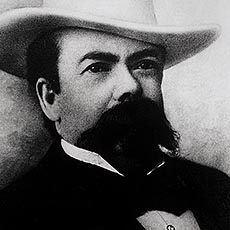
Jasper Newton « Jack » Daniel, toujours en veste en soie, nœud papillon et haut chapeau de paille pour masquer sa petite taille.

Selon le site web du Jack Daniel's, le fondateur, Jack Daniel, est né le 5 septembre 1850, bien qu'on ne connaisse pas sa date de naissance exacte, les registres de naissance ayant été détruits dans un incendie du Palais de justice. Si son année de naissance (1846) est correcte, il aurait obtenu l'agrément pour être distillateur à l'âge de 20 ans, la distillerie revendiquant comme date de fondation l'année 1866. Selon le biographe Peter Krass, les registres de livre foncier montrent que la distillerie n'a pas été fondée avant 1875. Étrangement, son année de naissance, gravée sur sa tombe, est 1850.
Jack est l'un des dix enfants de Calaway Daniel et Lucinda Cook. Perdant tôt sa mère et ne s'entendant pas avec sa nouvelle belle-mère, il est placé à l'âge de six ans chez un voisin fermier, « oncle Félix », de chez qui il fugue pour aller travailler chez un ami de son oncle, Dan Call, un prédicateur luthérien qui est aussi distillateur de whiskey selon le procédé de Lincoln County. C'est ce pasteur, ainsi que son maître distillateur Nearis Green, un esclave afro-américain, qui apprennent à Jack la fabrication de la boisson. Plus tard, Dan Call décide de se consacrer entièrement à sa fonction de prédicateur et il vend à crédit son affaire à Jack en 1863 ; ce dernier n'obtient finalement son agrément qu'en 1866.
En 1895, il décide de changer la forme ronde de la bouteille pour celle carrée qui deviendra vite célèbre. Le breuvage connaît un certain succès. Daniel meurt en 1911 d'un sepsis (à la suite de l'infection d'un orteil cassé après avoir donné un coup de pied à son coffre-fort), date à laquelle la distillerie passe sous la direction de son neveu, Lem Motlow. Celui-ci, après un exil pendant la prohibition, relance la production à Lynchburg[réf. nécessaire].

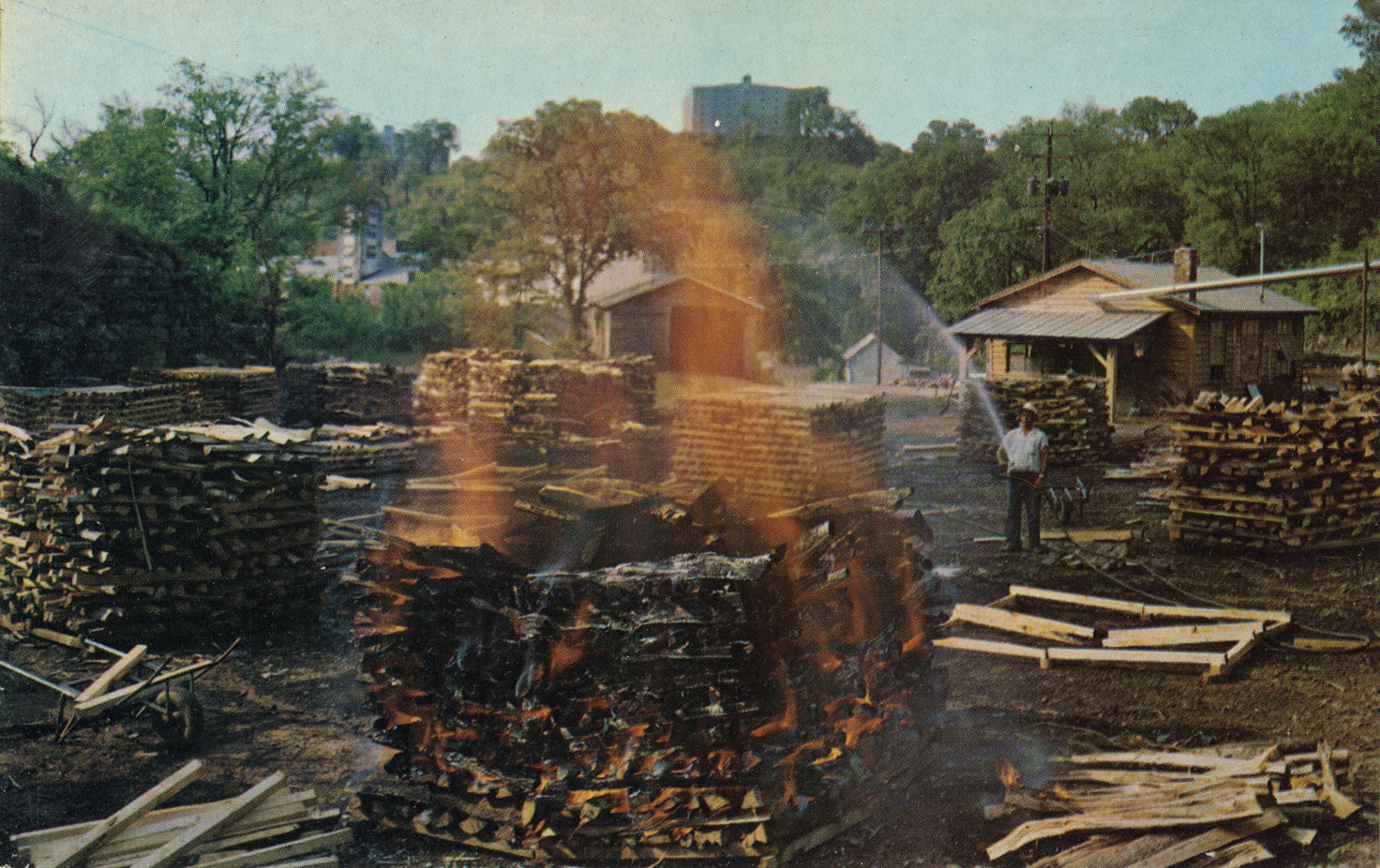
Fabrication du charbon de bois à la Jack Daniel's Distillery, vers 1920-1935.

En 1941, le style particulier du bourbon élaboré dans le Tennessee est reconnu et une nouvelle appellation voit le jour : le Tennessee whiskey.
Aujourd’hui, la distillerie possède cinq alambics pour la fabrication des différentes versions de son whiskey.[réf. souhaitée]
La particularité de celui-ci est qu’il est filtré au travers d’une couche de charbon de bois d'érable.
En 1956, la société est rachetée par Brown-Forman.

## Slogan
« It's not Scotch. It's not Bourbon. It's Jack » (« Ce n'est pas un Scotch. Ce n'est pas un Bourbon. C'est du Jack »).

## Embouteillages
Les « classiques »,.
| Dénomination         | Taux d'alcool (%) | Contenance (cl)                                                | Forme                                                               | Description                        | Année                    | Image |
| -------------------- | ----------------- | -------------------------------------------------------------- | ------------------------------------------------------------------- | ---------------------------------- | ------------------------ | ----- |
| Black Label No.7     | 40                | 5, 20 (flasque), 35, 37.5, 50, 70, 75, 100, 136, 175, 300, 450 | no.7 Heritage bottle : bouteille carrée, évolution de celle de 1895 | étiquette noire liseré blanc       | → 2011                   |       |
| Black Label No.7 Evo | 40                | 5, 20 (flasque), 35, 37.5, 50, 70, 75, 100, 136, 175, 300, 450 | no.7 evo                                                            | étiquette noire liseré blanc       | 2011 (Evo bottle)        |       |
| Gentleman Jack       | 40                | 5, 37.5, 70                                                    | flasque                                                             |                                    | 1988, 1990, 2007 et 2010 |       |
| Single BarreI        | 45                | 5, 70                                                          | single barrel                                                       |                                    | 1997 à 2009              |       |
| Single BarreI Evo    | 45                | 5, 70                                                          | single barrel evo                                                   |                                    | 2009                     |       |
| Green Label          | 40                | 10, 20, 37.5 flasque 75, 100, 175                              | no.7 flasque                                                        | étiquette verte whiskey plus jeune |                          |       |
| Honey                | 35                | 5, 20, 37,5, 70, 75, 100                                       | no.7 Evo                                                            | étiquette jaune « au miel »        | 2011                     |       |
| Fire                 | 35                | 5, 10, 20, 30, 37,5, 70, 75, 100, 175                          | no.7 Evo                                                            | étiquette rouge « à la cannelle »  | 2014                     |       |

Les « commémoratives et séries limitées,, ».
| Dénomination                                    | Taux d'alcool (%) | Contenance (cl)                      | Forme                              | Description | Année                  | Image |
| ----------------------------------------------- | ----------------- | ------------------------------------ | ---------------------------------- | --- | ---------------------- | ----- |
| Gold Medal 1904 Old No.7                        | 43                | 150                                  |                                    | | ?                      |       |
| Lem Motlow’s                                    | 40                | 70                                   | no.7                               | étiquette blanche | 1939 et 1992           |       |
| Maxwell House                                   | 45                | 189 (demi-gallon US)                 | decanter (carafe)                  | sérigraphie réplique de 1859 | 1971                   |       |
| Belle of Lincoln                                | 45                | 175                                  | decanter (carafe)                  | sérigraphie | 1979                   |       |
| Tribute to Tennessee                            | 45                | 175                                  | decanter (carafe)                  | sérigraphie | 1982                   |       |
| Inaugural                                       |                   | 175                                  | decanter (carafe)                  | sérigraphie | 1984                   |       |
| Silver Cornet                                   | 45                |                                      | decanter (carafe)                  | étiquette noire | 1986                   |       |
| Riverboat Captain                               | 43                | 175                                  | decanter (carafe)                  | sérigraphie | 1987                   |       |
| 125th Anniversary                               | 43                | 100                                  | forme spécifique                   | sérigraphie | 1990                   |       |
| 1895 Replica Bottle                             | 43                | 100                                  |                                    | pas d'étiquette : relief | 1992                   |       |
| Barrelhouse 1 L                                 | 45                | 100                                  | forme spécifique                   | sérigraphie | 1994                   |       |
| Tennessee Bicentennial                          | 43                | 75                                   | forme spécifique                   | sérigraphie | 1995                   |       |
| Gold Medal 1904                                 | 45                | 75                                   | forme spécifique                   | 1re de la série Gold Medal sérigraphie | 1996                   |       |
| Gold Medal 1905                                 | 43                | 75 (États-Unis) 100 (reste du Monde) | forme spécifique                   | 2e de la série Gold Medal sérigraphie | 1997                   |       |
| Single Barrel Select                            | 45                | 70                                   | single barrel                      | étiquette « minimaliste » signature « Jack Daniel » en relief                                                                                                  | 1997 à 2009            |       |
| Single Barrel Silver Select                     | 50                | 70                                   | single barrel                      | étiquette et coffret argent | 1997 à 2009            |       |
| Gold Medal 1913                                 | 43                | 75 (États-Unis) 100 (reste du Monde) | forme spécifique                   | 3e de la série Gold Medal sérigraphie | 1998                   |       |
| Monogram                                        | 47                | 70                                   | flasque                            | étui cuir noir collé (2009) | 1998, 2004 et 2009     |       |
| Barrelhouse 2 L                                 | 45                | 200                                  | forme spécifique                   | sérigraphie | 1999                   |       |
| Jack Daniel’s 150th Birthday                    | 45                | 75, 100, 175                         | no.7                               | sérigraphie | 1999                   |       |
| Master Distiller U.K.                           | 40                | 70                                   | no.7                               | sérigraphie réservée au Royaume-Uni | 2000                   |       |
| Gold Medal 1914                                 | 43                | 75 (États-Unis) 100 (reste du Monde) | forme spécifique                   | 4e de la série Gold Medal sérigraphie | 2001                   |       |
| Gold Medal 1915                                 | 45                | 75 (États-Unis) 100 (reste du Monde) | forme spécifique                   | 5e de la série Gold Medal sérigraphie | 2002                   |       |
| Scenes from Lynchburg                           | 43                | 75 100 (Europe)                      | no.7                               | 8 scénographies différentes sérigraphie | 2003 à 2009            |       |
| Gold Medal 1954                                 |                   | 175                                  | decanter (carafe) réplique de 1904 | 6e de la série Gold Medal sérigraphie | 2005                   |       |
| Gold Medal 1981                                 | 45                | 75 (États-Unis) 100 (reste du Monde) | forme spécifique                   | 7e de la série Gold Medal sérigraphie | 2006                   |       |
| Single Barrel Select Ducks Unlimited Series     | 45                | 70                                   | single barrel                      | logo asso. caritative Ducks Unlimited et année gravés sur bouchon                                                                                              | 2006                   |       |
| Prohibition 70                                  | 45                | 75                                   | forme spécifique                   | 70e anniversaire de la réouverture de la distillerie | 2008                   |       |
| Prohibition 75                                  | 45                | 75                                   | forme spécifique                   | 75e anniversaire de l'abrogation de la prohibition | 2008                   |       |
| Oregon’s 150th Birthday                         | 43                | 75                                   | no.7                               | sérigraphie série très limitée (quelques milliers) pour l'Oregon                                                                                               | 2009                   |       |
| Single Barrel Select Evo                        | 45                | 70                                   | single barrel evo                  | étiquette moins « minimaliste » que le Single Barrel Select bouchon différent                                                                                  | 2009 (Evo bottle)      |       |
| Single Barrel Silver Select Evo                 | 50                | 70                                   | single barrel evo                  | étiquette et coffret argent | 2009 (Evo bottle)      |       |
| American Forests                                | 45                | 75                                   | single barrel evo                  | sérigraphie | 2010                   |       |
| Angelo Lucchesi                                 | 45                | 70                                   | no.7 Evo                           | série limitée (5 500) sérigraphie | 2010                   |       |
| Gentleman Jack Commemorative Limited Edition    | 40                | 75                                   | flasque                            | | 2010                   |       |
| Mister Jack's 160th birthday                    | 40                | 100                                  | no.7 noire                         | étiquette noire | 2010                   |       |
| Single Barrel Select Ducks Unlimited Series Evo | 45                | 70                                   | single barrel evo                  | ogo asso. caritative Ducks Unlimited et année gravés sur bouchon                                                                                               | 2010                   |       |
| 1907                                            | 37                | 70                                   | no.7                               | étiquette blanche réservée à l'Australie |                        |       |
| 1907 Evo                                        | 37                | 70                                   | no.7 Evo                           | étiquette blanche réservée à l'Australie | 2011 et 2013           |       |
| Master Distiller Japan                          | 43                | 100                                  | no.7 Evo                           | sérigraphie réservée au Japon (et Asie) | 2011                   |       |
| Scenes from Lynchburg                           | 43                | 75 100 (Europe)                      | no.7 Evo                           | 8 scénographies différentes sérigraphie | 2011 (Evo bottle)      |       |
| Single Barrel Holiday Select I, II, III et IV   | 45                | 70                                   | single barrel evo                  | sérigraphie séries limitées | 2011, 2012, 2013, 2014 |       |
| Double Gold Medal                               | 40                | 100                                  | no.7 Evo noire                     | étiquette noire liserés blanc et or | 2012                   |       |
| Master Distiller No.1 (Jack Daniel)             | 43                | 70, 100                              | no.7 Evo                           | 1re de la série commémorative des sept maîtres distillateurs historiques étiquette noire liseré or                                                             | 2012                   |       |
| Unaged Tennessee Rye                            | 40                | 70                                   | single barrel evo                  | étiquette blanche | 2012                   |       |
| White Rabbit Saloon 120th Anniversary           | 43                | 70                                   | no.7 Evo                           | étiquette beige | 2012                   |       |
| Winter Jack Tennessee Cider                     | 15                | 70                                   | no.7 ronde                         | cidre | 2012                   |       |
| Gold No.27                                      | 40                | 70                                   | no.7 Evo                           | étiquette or | 2013                   |       |
| Master Distiller No.2 (Jess Motlow)             | 43                | 70, 100                              | no.7 Evo                           | 2e de la série commémorative des sept maîtres distillateurs historiques étiquette noire liseré bronze                                                          | 2013                   |       |
| Sinatra Select                                  | 45                | 100                                  | no.7 Evo fond épais                | | 2013                   |       |
| White Rabbit Saloon Special Edition             | 43                | 70                                   | no.7 Evo                           | étiquette beige réédition du White Rabbit Saloon 120th Anniversary                                                                                             | 2013                   |       |
| Master Distiller No.3 (Lem Tolley)              | 43                | 70, 100                              | no.7 Evo                           | 3e de la série commémorative des sept maîtres distillateurs historiques étiquette noire liseré or                                                              | 2014                   |       |
| Rested Tennessee Rye                            | 40                | 70                                   | single barrel evo                  | étiquette blanche | 2014                   |       |
| Master Distiller No.4 (Jess Gamble)             | 43                | 70, 100                              | no.7 Evo                           | 4e de la série commémorative des sept maîtres distillateurs historiques étiquette noire liseré bleu                                                            | 2015                   |       |
| Sinatra Century                                 | 50                | 100                                  | no.7 Evo fond épais                | centenaire de Frank Sinatra | 2015                   |       |
| Single Barrel Select Hellfest 2015 Edition      | 45                | 70                                   | single barrel evo                  | étiquette du Single Barrel Select Evo plaque métallique accrochée au col par une chaîne série limitée 300 à exemplaires pour le Hellfest Cult[réf. nécessaire] | 2015                   |       |
| 150th Anniversary                               | 43                | 70                                   | flasque gentleman jack             | sérigraphie | 2016                   |       |
| Single Barrel Select LMDW 60 yo Edition         | 47                | 70                                   | single barrel evo                  | 10 fûts pour le soixantenaire de La Maison du Whisky étiquette du Single Barrel Select Evo un bandeau LMDW 60 YO EDITION en bas                                | 2016                   |       |
| Single Barrel Select Motörhead XXXX             | 47                | 75                                   | single barrel evo                  | étiquette du Single Barrel Select Evo plaque métallique accrochée au col par une chaîne série limitée à 288 exemplaires                                        | 2016                   |       |
| Master Distiller No.5 (Frank Bobo)              | 43                | 70, 100                              | no.7 Evo                           | 5e de la série commémorative des sept maîtres distillateurs historiques étiquette noire liseré argent                                                          | 2017                   |       |

## Tourisme
La distillerie possède un grand centre d'accueil pour les visiteurs.
Malgré la présence de la distillerie sur son territoire, le comté de Moore est ce que l'on appelle un « dry county », c'est-à-dire un territoire où la vente d'alcool est interdite. Une dérogation permet à la distillerie de vendre des bouteilles aux touristes, excepté le dimanche.

## Compétition automobile (Jack Daniel’s Racing Team)
En 2004, en collaboration avec Richard Childress Racing, Jack Daniel's signe un contrat de partenariat pour un montant annuel de 18 millions de dollars pour la NASCAR et une Chevrolet Monte Carlo porte ses couleurs. La Chevrolet fait son entrée sur le Daytona International Speedway le 20 février 2005. Le 21 septembre 2009, Tim Rutledge (vice-président et directeur de la marque) déclare : « Jack Daniel's a apprécié les cinq années d'association avec Richard Childress Racing (RCR) et NASCAR, et nous sommes satisfaits des résultats de notre programme de parrainage »,, mettant ainsi un terme à cinq années de sponsoring.
À partir de 2006, le Jack Daniel’s Racing Team se lance en V8 Supercars, un championnat australien, avec des Nissan Altima pilotées par, entre autres, Marco Andretti, Todd Kelly, Alex Buncombe (en), Rick Kelly et David Russel, pour la Bathurst 1000.
En 2008, toujours en Australie, une Holden Commodore break (en) SS V8 (6 L) aux couleurs de Jack Daniel's, conduite par Shane Price, Cameron McConville et Nathan Pretty, participe aux 12 Heures de Bathurst, une course d'endurance qui se tient au Mount Panorama Circuit, à Bathurst.

## Séries limitées et hommages
Frank Sinatra est supposé être enterré avec une bouteille de Jack Daniel's. La marque lui rend hommage en lançant le Frank Sinatra Select,.
Le Jack Daniel's No.7 était la boisson préférée de Lemmy Kilmister, leader du groupe Motörhead ; un étiquetage spécial lui est dédié : « Ian Killmister's - Old Time - 32 years of Motörhead - Quality Motöthead - Singer and bassplayer - 150db 100% Vol. - Distilled and bottled by Motörhead Distillery Great Britain ».

### En musique

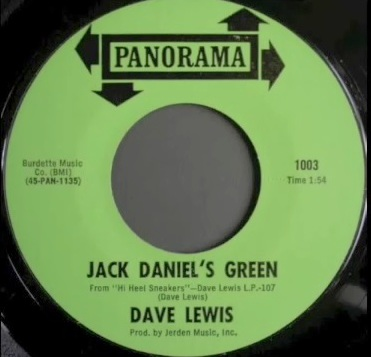
Dave Lewis : Jack Daniel's Green.

Plusieurs artistes dédient une chanson à la marque, par exemple :
- Jerry Lee Lewis - Jack Daniel's Old No. 7[22] ;
- Eric Church - Jack Daniels[23] ;
- Miranda Lambert - Jack Daniel's[24] ;
- David Allan Coe - Jack Daniel's, If You Please[25] ;
- Gambino - Jack Daniel's[26] ;
- Jul - Jack Miel
- Dar-k - Jane & Jack[27] ;
- Chase Rice - Jack Daniel's and Jesus[28] ;
- Sex Slaves - Thank God For Jack Daniel's[29] ;
- NuNo & Vilaw featuring T-Mal - Jack Daniel's (Son)[30] ;
- Alou RTT featuring Sauzer - Jack Daniel's[31] ;
- M.O.B x DJ SKUNK - Jack Daniel[32] ;
- The Devil Makes Three - Old Number 7[33] ;
- Carnivore - Jack Daniel's and Pizza[34].
- Booba - Jack Da
- Timal - La 7 (Freestyle Jack Dani)[35]
- SDM - Jack Fuego